# Atletismo nos Jogos Pan-Americanos de 2011 - 5000 m feminino

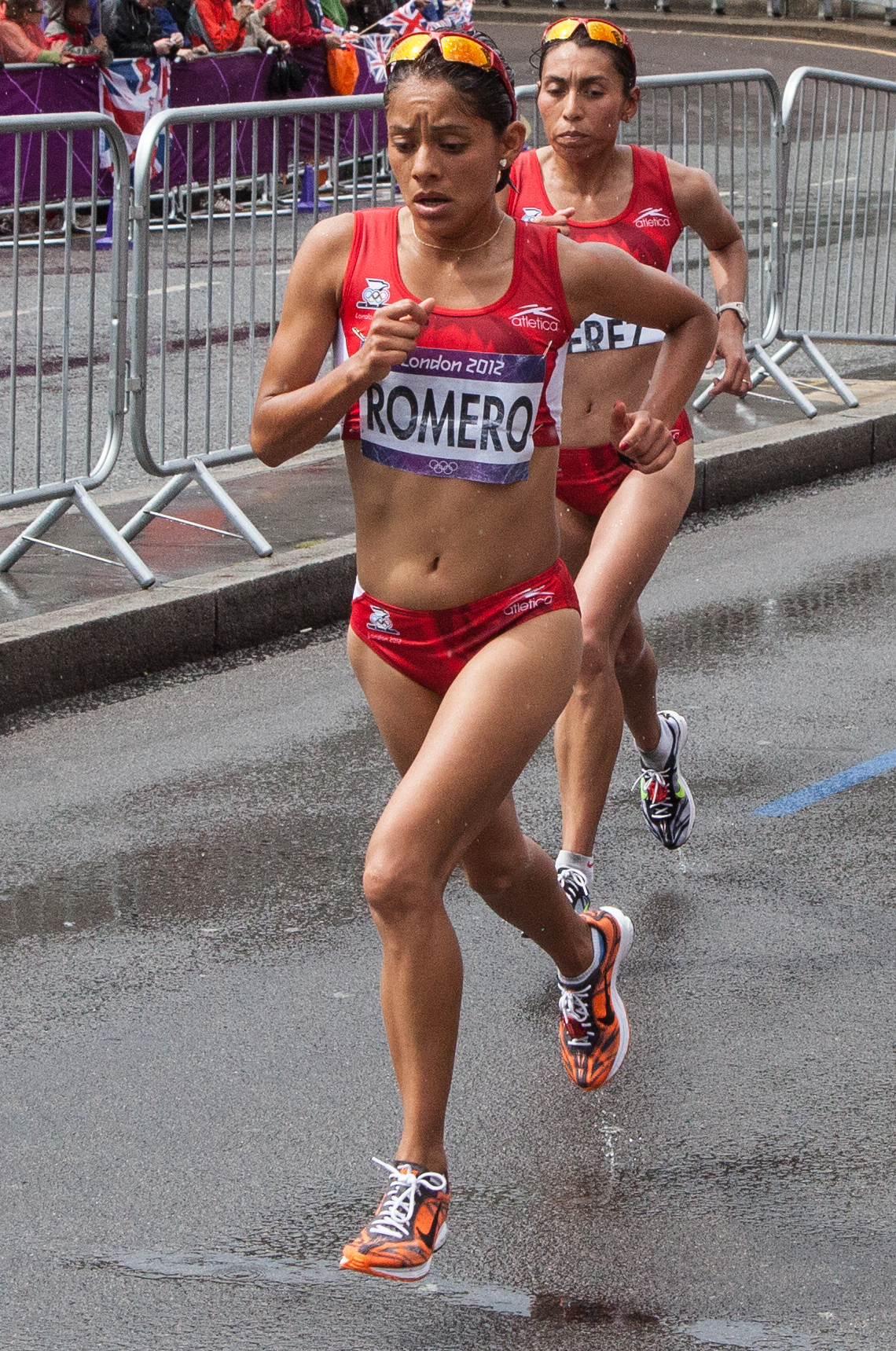
Marisol Romero, a atleta mexicana vencedora da competição

A competição dos 5000 m rasos feminino foi um dos eventos do atletismo nos Jogos Pan-Americanos de 2011, em Guadalajara. Foi disputada no Estádio Telmex de Atletismo no dia 27 de outubro.

## Calendário
Horário local (UTC-6).
| Data          | Horário | Fase  |
| ------------- | ------- | ----- |
| 27 de outubro | 17:20   | Final |

## Medalhistas
| Ouro   | MEX Marisol Romero       |
| Prata  | BRA Cruz Nonata da Silva |
| Bronze | PER Inés Melchor         |

## Recordes
Recordes mundial e pan-americano antes da disputa dos Jogos Pan-Americanos de 2011.
| Tipo                             | Atleta            | Tempo    | Local         | Data                |
| -------------------------------- | ----------------- | -------- | ------------- | ------------------- |
|                                  | Tirunesh Dibaba   | 14:11.15 | Oslo          | 6 de junho de 2008  |
| Recorde dos Jogos Pan-Americanos | Adriana Fernández | 15:30.65 | Santo Domingo | 6 de agosto de 2003 |

## Resultados

### Final
| Pos.              | Atleta               | País               | Tempo    | Obs. |
| ----------------- | -------------------- | ------------------ | -------- | ---- |
| Medalha de ouro   | Marisol Romero       | MEX México         | 16:24.08 |      |
| Medalha de prata  | Cruz Nonata da Silva | BRA Brasil         | 16:29.75 |      |
| Medalha de bronze | Inés Melchor         | PER Peru           | 16:41.50 |      |
| 4                 | Sandra López         | MEX México         | 16:47.19 |      |
| 5                 | Yudisleidis Castillo | CUB Cuba           | 16:49.63 |      |
| 6                 | Yolanda Caballero    | COL Colômbia       | 16:54.62 |      |
| 7                 | Kim Conley           | USA Estados Unidos | 17:00.90 |      |
| 8                 | Neely Spence         | USA Estados Unidos | 17:01.11 |      |
| 9                 | Wilma Arizapana      | PER Peru           | 17:06.99 |      |
| 10                | Nadia Rodríguez      | ARG Argentina      | 17:14.91 |      |
| 11                | Yudisleidis Fuente   | CUB Cuba           | 17:23.76 |      |
| 12                | Rosa Godoy           | ARG Argentina      | 17:33.77 |      |

Legenda
| Recorde mundial                  | Recorde mundial (World record)               |                       | Recorde africano                      | Recorde africano (African) |                                           | Q | Classificado por posição (Qualified) |
| Recorde dos Jogos Pan-Americanos | Recorde pan-americano (Pan-American record)  | Recorde da América    | Recorde da América (Americas)         | q                          | Classificado por melhor tempo (Qualified) |   |                                      |
| Melhor marca do ano              | Melhor marca do ano (World leading)          | Recorde asiático      | Recorde asiático (Asian)              | DNS                        | Não largou (Did not start)                |   |                                      |
| Recorde nacional                 | Recorde nacional (National record)           | Recorde europeu       | Recorde europeu (European)            | DNF                        | Não terminou (Did not finish)             |   |                                      |
| Recorde pessoal                  | Recorde pessoal do atleta (Personal best)    | Recorde da Oceania    | Recorde da Oceania (Oceania)          | DSQ / DQ                   | Desclassificado (Disqualified)            |   |                                      |
| Recorde da temporada             | Recorde da temporada do atleta (Season best) | Recorde sul-americano | Recorde sul-americano (South America) | NM                         | Sem marca (No mark)                       |   |                                      |